# Bugatti Tipo 38
La Tipo 38 fu un'automobile di fascia alta realizzata fra il 1926 e il 1927 dalla casa automobilistica francese Bugatti.

## Profilo e storia
Questo modello venne concepito per sostituire la precedente Tipo 30, quest'ultima progenitrice di un'intera stirpe di modelli Bugatti che si sarebbe ramificata in vari ambiti, da quello sportivo (con la gloriosa serie delle Tipo 35) a quello stradale (con la stessa Tipo 38), mediante successive evoluzioni che avrebbero diversificato via via tutte le soluzioni tecniche da essa introdotte, a partire dal motore.

### Caratteristiche
La Tipo 38 nasceva su di un telaio a longheroni e traverse in acciaio, con un passo di 3,12 metri di lunghezza, contro i 2,85 metri del modello uscente. Ciò diede la possibilità di costruirvi sopra carrozzerie abbastanza grandi da garantire agli occupanti un decente livello di comfort ed abitabilità. Il comparto sospensioni ricalcava quanto già visto nella Tipo 30 e nelle Tipo 35, ma anche nelle Tipo 22 e 23, con un avantreno ad assale rigido e balestre semiellittiche ed un retrotreno sempre ad assale rigido, ma con quarti di balestra. L'impianto frenante era a quattro tamburi con comando a cavo. Il propulsore era il classico 8 cilindri in linea da 1991 cm3 ereditato dalla Tipo 35, ma a sua volta frutto dell'evoluzione del motore della Tipo 30 di pari cilindrata. Tale motore era alimentato mediante due carburatori Zenith o Solex ed erogava una potenza massima di 70 CV. Si trattava quindi di una evoluzione imborghesita rispetto alla precedente Tipo 30, che invece era più leggera e leggermente pù potente. Le prestazioni ne risentirono: la velocità di punta era infatti di 125 km/h contro i 130 km/h della Tipo 30, già non eccezionali di per sé. La coppia motrice era indirizzata al retrotreno mediante un cambio manuale a 4 marce.
Tre le varianti principali di carrozzeria, alle varie torpedo a due o a quattro posti si aggiungevano anche una roadster molto simile ad una vera e propria vettura sport di quegli anni. Stilisticamente appariva ormai ben delineato il famoso radiatore a ferro di cavallo, che negli anni precedenti era ancora in fase di evoluzione e che solo nelle Tipo 35 aveva finalmente assunto la sua forma definitiva.
Poco dopo il suo lancio commerciale, la Tipo 38 venne proposta anche in versione sovralimentata mediante compressore volumetrico Roots, cosicché la potenza massima poteva raggiungere 90 CV, permettendo il raggiungimento di prestazioni più brillanti, fino a 140 km/h. In pratica si trattava di un motore derivato direttamente da quello della Tipo 35C da competizione, il cui motore raggiungeva però potenze nell'ordine dei 125 CV.
Dopo essere stata prodotta per un solo anno in 385 esemplari, di cui 39 con compressore volumetrico, la Tipo 38 cessò di essere prodotta per essere sostituita dalla Tipo 43.

### Galleria fotografica
| Tipo 38 | Tipo 38 torpedo due posti | Tipo 38 torpedo quattro posti | Tipo 38 Roadster |
| ------- | ------------------------- | ----------------------------- | ---------------- |
|         |                           |                               |                  |
|         |                           |                               |                  |